# مغامرة العقل الأولى: دراسة في الأسطورة
مغامرة العقل الأولى: دراسة في الأسطورة هو كتاب للباحث السوري في المثيولوجيا وتاريخ الأديان فراس السواح، صدرت الطبعة الأولى عن دار علاء الدين عام 1976.
في هذا الكتاب يتناول الكاتب معظم الأساطير السورية والسومرية والبابلية في إطار بحثي تحليلي.
حيث اعتمد منهجية مقارنة بتقديم الأساطير في مجموعات وفق موضوعاتها لا وفق تسلسل زمني أو توزع جغرافي، فجمع الاساطير التي تعالج نفس الموضوع، حيث يبدأ الكتاب بـ “سِفر التكوين” مرورًا بقصة الطوفان، ثم الفردوس المفقود، قابيل وهابيل، وانتهاءً بالإله المخلّص والرحلة إلى العالم الأسفل.
يتألف كل سِفر من عدّة فصول تتناول كلّ منها مكونات الأسطورة لدى أحد الشعوب القديمة (السومريون، البابليون، الكنعانيون…).
== اقتباسات من الكتاب ==
```
* عندما انتصب الإنسان على قائمتَين رفع رأسه إلى السماء ورأى نجومها وحركة كواكبها، وأدار رأسه فيما حوله فرأى الأرض وتضاريسها ونباتها وحيوانها. أرعبته الصواعق، وخلبت لبه الرعود والبروق. داهمته الأعاصير والزلازل والبراكين، ولاحقته الضواري. رأى الموت وعاين الحياة. حيَّرته الأحلام ولم يميِّزها تمامًا عن الواقع. ألغاز في الخارج وأخرى في داخله. غموض يحيط به أينما توجَّه وكيفما أسند رأسه للنوم. تعلَّم استخدام اليدَين وصنع الأدوات، وفي لحظات الأمن وزوال الخوف، كان لدى الطفل متسع للتأمُّل في ذلك كله. لماذا نعيش؟ ولماذا نموت؟ لماذا خُلق الكون وكيف؟ من أين تأتي الأمراض؟ إلى آخر ما هنالك من أسئلة طرحت نفسها عليه، كما تطرح نفسها على طفل العصر الحديث. كان العقل صفحةً بيضاء لم يُنقش عليها شيء، عضلة لم تألف الحركة خارج نطاق الغريزة، وبعد حدود ردِّ الفعل. ومن أداته المتواضعة هذه، كان عليه أن يبدأ مغامرةً كبرى مع الكون، وقفزةً أولى نحو المعرفة، فكانت الأسطورة. وعندما يئس الإنسان تمامًا من السحر، كانت الأسطورة كل شيء له. كانت تأمُّلاته وحكمته، منطقه وأسلوبه في المعرفة، أداته الأسبق في التفسير والتعليل، أدبه وشعره وفنه، شرعته وعرفه وقانونه، انعكاسًا خارجيًّا لحقائقه النفسية الداخلية. فالأسطورة نظام فكري متكامل، استوعب قلق الإنسان الوجودي، وتَوقه الأبدي لكشف الغوامض التي يطرحها محيطه، والأحاجي التي يتحدَّاه بها التنظيم الكوني المحكم الذي يتحرَّك ضمنه. إنها إيجاد النظام حيث لا نظام، وطرح الجواب على ملحاح السؤال، ورسم لوحةً متكاملةً للوجود؛ لنجد مكاننا فيه ودَورنا في إيقاعات الطبيعة. إنها الأداة التي تزوِّدنا بمرشد ودليل في الحياة، ومعيار أخلاقي في السلوك. إنها مجمع الحياة الفكرية والروحية للإنسان القديم.
```

- التكوين السومري

ازدهرت الثقافة السومرية في الجزء الأسفل من حوض دجلة والفرات وحول الشواطئ العليا للخليج العربي، منذ أواسط الألف الرابع قبل الميلاد. ورغم مرور فترة لا بأس بها على اكتشاف الحضارة السومرية، فإن أصول الشعب السومري ما زالت قضيةً يكتنفها الغموض. على أن أكثر النظريات قوةً اليوم هي النظرية التي تقول بقدوم السومريين من أواسط آسيا. ولقد أثبتت الدراسات اليوم أن أرض سومر لم تكن خاليةً من السكان قبل قدوم السومريين، بل كانت مسكونةً بأقوام ساميين، ذوي لغة وثقافة سامية، لا نعرف عنها الكثير، ولا نعرف ماذا أعطت للغُزاة الآسيويين. ولكن الشيء الأكيد هو أن الثقافة السومرية قد نضجت من احتكاك هذَين الشعبَين وتفاعلهما مع بعضهما البعض في تلك الحقبة المبكِّرة من تاريخ الإنسانية.
م تكن أفكار السومريين عن الخلق والتكوين أفكارًا بدائية، بل أفكارًا ناضجةً بالدرجة التي تتيحها معارف تلك الفترة من بداية حضارة الإنسان. فلقد أثبت السومريون مقدرةً فائقةً على الملاحظة الذكية والربط، واستخلاص النتائج المنطقية من المقدِّمات المنطقية والحقائق والوقائع المشاهدة. وإن دراسة النصوص الأسطورية المتفرِّقة تعطينا التسلسل الأسطوري التالي لعملية خلق العالم والأكوان:
((في البدء كانت الإلهة نمو ولا أحد معها، وهي المياه الأولى التي انبثق عنها كل شيء)).
والآن لنأتِ إلى استعراض أهم النصوص التي وصلت إلينا، والتي تُلقي الضوء على أفكار السومريين في موضوع البدء والتكوين.
فصل السماء عن الأرض
في مطلع أسطورةٍ تحكي عن خلق الإنسان، نعثر على إشارة لجبل السماء والأرض.
في جبل السماء والأرض
أنجب آن أتباعه الأنوناكي.
وهذا الجبل لم يكن أزليًّا، بل مخلوقًا؛ فمن لوح آخر مخصَّص لتعداد أسماء الأنوناكي، آلهة سومر، نعرف أن الإلهة نمو وهي المياه البدئية، قد أنجبت السماء والأرض، اللتَين انفصلتا عن بعضهما. ويشير مطلع أسطورة أخرى عرضًا إلى هذا الانفصال، فيقول:
بعد أن أُبعدت السماء عن الأرض
وفُصلت الأرض عن السماء
وتمَّ خلق الإنسان
وأخذ آن السماء
وانفرد إنليل بالأرض
أخذ الإله كور الإلهة إريشكيجال غنيمة.
وفي مطلع أسطورة ثالثة نعرف مزيدًا من المعلومات عن فصل السماء عن الأرض، والإله الذي قام بتلك العملية الجبارة:
إن الإله الذي أخرج كل شيء نافع
الإله الذي لا مُبدِّل لكلماته
إنليل الذي أنبت الحب والمرعى
أبعد السماء عن الأرض
وأبعد الأرض عن السماء.
تثبت لنا هذه الأساطير السومرية تقاليد بقيت سائدةً في الفكر الأسطوري لحضارات المنطقة والحضارات الأخرى المجاورة. ففكرة الميلاد المائي تتكرَّر فيما بعد في الأساطير البابلية التي تحكي عن ولادة الكون من المياه الأولى «تعامة» المقابلة لنمو السومرية.
وفي الأسطورة السورية نجد يم المياه الأولى، وقد انتصر عليها الإله بعل وشرع بعد انتصاره بتنظيم العالم.
وفي الأسطورة المصرية كان رع أول إله يخرج من المياه الأولى، وهو الذي أنجب فيما بعدُ بقية الآلهة.
وفي الأسطورة الإغريقية نجد أوقيانوس هو المياه الأولى، والإله البدئي الذي نشأ عنه الكون.
وفي التوراة العبرانية أيضًا نجد المياه الأولى وروح الرب فوقها قبل التكوين: «وكانت الأرض خربةً وخالية، وروح الرب يرف فوق وجه الماء» التكوين
كما أثبت لنا القرآن الكريم وهو نهاية الوحي الذي ابتدأ بسيدنا آدم وجود المياه البدئية إذ قال: وَهُوَ الَّذِي خَلَقَ السَّمَوَاتِ وَالْأَرْضَ فِي سِتَّةِ أَيَّامٍ وَكَانَ عَرْشُهُ عَلَى الْمَاءِ، وقال: وَجَعَلْنَا مِنَ الْمَاءِ كُلَّ شَيْءٍ حَيٍّ.
وكذلك الأمر فيما يتعلَّق بفكرة لقاح السماء والأرض المتحدتَين، والفصل بينهما فيما بعد. ففي الأسطورة المصرية نجد جيب إله الأرض المذكَّر، ونوت إلهة السماء المؤنثة في حالة اتحاد، وقد تزوَّجا بعضهما سرًّا دون إذنٍ من الإله رع. فلما علم كبير الآلهة بذلك أرسل إله الهواء شو الذي أبعدهما عن بعض عنوة. ومنذ ذلك الوقت والإله «شو» يطأ بقدمَيه جيب الصريع، ويرفع بذراعَيه القويتَين السماء نوت.
وفي الأسطورة الإغريقية نجد جيا الأرض، الأم الأولى، التي كانت أوَّل إله يخرج من العماء البدئي، تلد نظيرها أورانوس إله السماء الذي يُغطِّيها من كل الجوانب، وتتحد به لتلد بقية الآلهة، ثم يتم التفريق بينهما عنوة.
وفي الأسطورة البابلية يقوم الإله مردوخ بشطر جسد الإلهة تعامة، المياه الأولى، إلى نصفَين، فيرفع الأول سماءً، ويبسط الثاني أرضًا.
وفي الأسطورة التوراتية يقوم إله العبرانيين يهوه أيضًا بفصل المياه الأولى إلى شطرَين، رفع الأول إلى السماء، وبسط الثاني الذي تجمع ماؤه في جانب، وبرزت منه اليابسة في جانب آخر.
أخيرًا أثبت لنا القرآن الكريم واقعة فصل السماء عن الأرض بقوله: أَوَلَمْ يَرَ الَّذِينَ كَفَرُوا أَنَّ السَّمَوَاتِ وَالْأَرْضَ كَانَتَا رَتْقًا فَفَتَقْنَاهُمَا.
- خلق الإنسان

بعد أن أخذ الكون شكله، واستقرَّت السماء في موضعها، وكذلك الأرض. بعد أن انتظمت دورة النهار والليل، وحركة الفصول. بعد أن أخرجت الأرض زرعها وشجرها وتفجَّرت ينابيعها. بعد أن ظهرت الحيوانات بأنواعها وامتلأت البحار بأسماكها، بعد ذلك صار المسرح مهيَّئًا لظهور الإنسان.
والأسطورة السومرية المتعلِّقة بخلق الإنسان، هي أول أسطورة خطَّتها يد الإنسان عن هذا الموضوع. وعلى منوالها جرت أساطير المنطقة، والمناطق المجاورة التي استمدَّت منها عناصرها الأساسية، وخصوصًا فكرة تكوين الإنسان من طين، وفكرة تصوير الإنسان على صورة الآلهة.
أمَّا لماذا خُلق الإنسان؟ فإن الأسطورة السومرية لا تتردَّد في الإجابة على هذا السؤال ولا توارِب؛ فالإنسان خُلق عبدًا للآلهة، يقدِّم لها طعامها وشرابها، ويزرع أرضها ويرعى قطعانها. خُلق الإنسان لحمل عبء العمل ورفعه عن كاهل الآلهة؛ فمنذ البدء كان الآلهة يقومون بكل الأعمال التي تُقيم أودهم وتحفظ حياتهم. ولكنهم تعبوا من ذلك فراحوا يشتكَّون لإنكي الحكيم ليجد لهم مخرجًا. ولكنه، وهو المضطجع بعيدًا في الأغوار المائية، لم يسمع شكاتهم. فمضَوا إلى أمه الإلهة نمو، المياه البدئية التي أنجبت الجيل الأول من الآلهة؛ لتكون واسطتهم إليه، فمضت إليه قائلة:٢١
«أي بني، انهض من مضجعك، انهض من […]
واصنع أمرًا حكيمًا،
اجعل للآلهة خدمًا، يصنعون [لهم معاشهم].»
فتأمَّل إنكي مليًّا في الأمر، ثم دعا الصُّنَّاع الإلهيين المهرة وقال لأمه نمو:
«إن الكائنات التي ارتأيت خلقها، ستظهر للوجود،
ولسوف نعلِّق عليها صورة الآلهة.
امزجي حَفنة طين، من فوق مياه الأعماق،
وسيقوم الصُّنَّاع الإلهيون المهرة بتكثيف الطين (وعجنه)،
ثم كوِّني أنت له أعضاءه،
وستعمل معك ننماخ يدًا بيد،
وتقف إلى جانبك، عند التكوين، ربات الولادة.
ولسوف تُقدِّرين للمولود الجديد، يا أماه، مصيره،
وتعلِّق ننماخ عليه صورة الآلهة
 […] في هيئة الإنسان […]».
تسرَّبت العناصر الرئيسية لهذه الأسطورة إلى معظم أساطير الشعوب المجاورة؛ ففي الأساطير البابلية اللاحقة يتم خلق الإنسان من الطين، ويُفرض عليه حمل عبء العمل.
وفي سفر التكوين العبراني نجد إله اليهود يهوه يقوم بخلق الإنسان من طين بعد انتهائه من خلق العالم، ويجعله على شاكلته: «وجبل الإله آدم ترابًا من الأرض، ونفخ في أنفه نسمة الحياة، فصار آدم نفسًا حية». ورغم أن الهدف الذي يُقدِّمه النص التوراتي لخلق الإنسان هو السيطرة على «سمك البحر، وطير السماء، وعلى البهائم، وعلى كل الأرض، وعلى جميع الدابات التي تدب على الأرض»، إلا أنه يعود فيفرض عليه عبء العمل، تمامًا كالنص السومري: «لأنك سمعت لقول امرأتك، وأكلت من الشجرة التي أوصيتك قائلًا لا تأكل منها. ملعونة الأرض بسببك. بالتعب تأكل منها كل أيام حياتك … بعرق وجهك تأكل خبزًا حتى تعود إلى الأرض التي أُخذت منها؛ لأنك من التراب وإلى التراب تعود.»
وفي الأساطير المصرية نجد تردادًا للفكرة نفسها،
وكذلك الأمر في الأساطير الإغريقية، التي تعزو لبرومثيوس خلق الإنسان. فقد قام هذا الأخير بخلق الإنسان من تراب وماء، وعندما استوى الإنسان قائمًا نفخت الإلهة أثينا فيه الروح، ثم راح برومثيوس بعد ذلك يزوِّد الإنسان بالوسائل التي تعينه على البقاء والاستمرار، فسرق له النار الإلهية من السماء، ضد رغبة كبير الآلهة زيوس، وأفشى له سرها وكيفية توليدها واستخدامها، فنال بذلك غضب زيوس وعقابه.
فإذا تركنا أساطير الشعوب المتحضِّرة نجد أن فكرة الخلق من طين ترد في أساطير الشعوب البدائية. تقول أسطورة أفريقية إن الإله الخالق أخذ حَفنةً من طين شكَّلها على هيئة إنسان، ثم تركها في بركة مليئة بماء البحر مدة سبعة أيام، وفي اليوم الثامن رفعها فكانت بشرًا سويًّا. وفي أسطورة من الفلبين، يقوم الإله الخالق بجلب حَفنةٍ من الطين على هيئة إنسان ويضعها في الفرن، ولكنه يسهو عنها فتسود، وهذا هو أصل الإنسان الأسود، ثم يضع أخرى ويُخرجها قبل أوانها، فهذا هو أصل الإنسان الأبيض. وفي المرة الثالثة يأخذ الطين كفايته من النار فيخرج الإنسان الفلبيني، ذو اللون البرونزي. وفي أسطورة هندية أمريكية نجد أيضًا التكوين الطيني ونفخة الحياة التي تهب الشكل الجامد روحه وحركته.
وأخيرًا يثبت القرآن الكريم خلق الإنسان من تراب في أكثر من موضع: خَلَقَ الْإِنْسَانَ مِنْ صَلْصَالٍ كَالْفَخَّارِ * وَخَلَقَ الْجَانَّ مِن مَّارِجٍ مِّن نَّارٍ.٣٢قَالَ مَا مَنَعَكَ أَلَّا تَسْجُدَ إِذْ أَمَرْتُكَ قَالَ أَنَا خَيْرٌ مِّنْهُ خَلَقْتَنِي مِن نَّارٍ وَخَلَقْتَهُ مِنْ طِينٍ.
1. ↑  "مغامره العقل الأولى دراسة في الاسطورة - سورية وبلاد الرافدين ط 13". catalog.library.ksu.edu.sa. مؤرشف من الأصل في 2024-08-10.
2. ↑  "مغامرة العقل الأولى". مؤرشف من الأصل في 2024-06-01.